# Миливој Мишко Павловић
Миливој Мишко Павловић (Београд, 1965) српски је визуелни уметник који се бави стваралаштвом у различитим медијима од сликарства, скулптуре, графике, видеа до обликовања књиге, плаката, илустрације. Професор је на Факултету ликовних уметности и на Факултету драмских уметности у Београду.

## Биографија
Миливој Мишко Павловић је дипломирао 1989. на Факултету ликовних уметности у Београду у класи професорке Милице Стевановић. На истом факултету је магистрирао 1994. и докторирао 2011. Његов докторски уметнички пројекат носио је назив "Био-уметност у урбаном простору".
На Факултет ликовних уметности у Београду је ангажован од 2008. године на одсеку Сликарство, а од 2022. године је у статусу редовног професора. Предавао је цртање и сликање на Академији уметности Браћа Карић у Београду од 2002. до 2008. Од 2014. предаје предмете ликовне уметности Ликовни жанрови и визуелни медији на Факултету драмских уметности.
Миливој Мишко Павловић је од 1991. до 2002. године живео и радио у Паризу. Као стипендиста француске владе 1991-1992, боравио је у Cité international des arts и био гостујући студент на ЕНСБА, у атељеу Владимира Величковића.
До сада је имао тридесетак самосталних и око 200 групних изложби у земљи и иностранству. Оснивач је групе Топиари Арт Траст (ТАТ - Topiary Art Trust), са којом је излагао 9 скулптура и скулптуралних ансамбала у јавном простору: Јелен у Апатину, Пријепољу, Чачку и Београду (Жирафе на Топчидерској Звезди, Спомен-обележје Моми Капору на Ади, Триподи испред ТЦ Ушће, скулптуре Лептир и Паун у ботаничкој башти Јевремовац).

## Самосталне изложбе (избор)
- Галерија КНУ, Београд, 1990.
- Galerie Bernanos, Париз, 1992.
- Галерија Факултета ликовних уметности, Београд, 1994.
- Галерија Агарта, Париз, 1995.
- Галерија Хаос, Београд, 1997.
- Галерија КЦБ, Београд, 1997.
- Галерија Jacques Bernardi, Париз, 1998.
- Галерија књижаре "Изба", Нови Сад, 2001.
- Galerie "Le Garage", Лорг, Фаранцуска, 2001.
- Галерија Културног центра Југославије, Париз, 2002.
- „Ноћни лет“, Музеј авијације, Београд, 2003.
- „Пут, линија, жица, кавез“, Галерија КЦБ, Београд, 2017.
- SubjectObject gallery, Берлин, 2021.

## Групне изложбе (избор)
- Salon des Réalités Nouvelles Grand Palais, Париз, 1991.
- Art avui a la Marina, Валенсија, 1992.
- Француски културни центар у Чехословачкој (Праг, Братислава, Острава, Брно), литографије из атељеа Понс, 1992.
- Cité des Arts, Париз, 1992.
- Друга изложба минијатурне графике, Београд, 1994.
- MAC 2000 Art Fair, Espace Eiffel Branly, Париз (1996, 1999, 2000).
- Galerie Lise et Henri de Monthon, Париз, 1997.
- Rencontres du Cadran, St. Geours de Maremne Landes (1999, 2000).
- Summer collection, Pryory Art gallery, Лондон, 1999.
- International Print & Drawing Biennal, Национални музеј Тајвана, Тајпеј, 1999.
- Boucherie D'Art, galerie "Le Garage", Лорг, 2000.
- Boucherie d'Art II, Грац, 2002.
- Boucherie d'Art III, Нови Сад, 2002.
- Boucherie d'Art IV, Клермон Феран, 2002.
- 1st Interbalkan Forum of contemporary Miniature, Солун, Грчка, 2002.
- Октобарски салон, Београд, 2002.
- Positions Art Fair, Берлин, 2022.
- Paris-Belgrade les liens artistiques, Културни центар Србије, Париз, 2023.

## Награде
- Награда за Цртеж на 2. години Факултета ликовних уметности у Београду, 1987.
- Награда поводом 600 година Косовског боја, Београд, 1989.
- Награда из „Фонда Никола Граовац сликар“, Београд, 1990.
- Награда „Artistes du Monde“, CROUS, Париз, 1995.

## Уметничко дело
О свом уметничком раду Павловић каже:
"Мој рад, што се тиче форме, често настаје као резултат трансфера из једног медија у други (дигиталног у аналогни и обратно) или из слике у графику и из графике у слику или из цртежа у скулптуру. Што се тиче садржаја најчешћа су у питању метафоре, цитати или пародије на вечити дуализам Човека и Природе, (Култура vs. Натура), понекад тематски алузије на све оне друштвене или политичке аберације које сметају да се на планети успостави одрживост, мир и просперитет: еколошки прекаритет на планети, политичка хипокризија, морална равнодушност".